# Colchane
Colchane – miejscowość w Chile położona w regionie Tarapacá, w prowincji Tamarugal. Według danych na rok 2012 miejscowość zamieszkiwało 1290 osób, a gęstość zaludnienia wyniosła 0,32 os./km².

## Klimat
Średnia temperatura wynosi 22 °C. Najcieplejszym miesiącem jest październik (26 °C), a najzimniejszym jest lipiec (16 °C). Średnie opady wynoszą 69 milimetrów rocznie. Najbardziej wilgotnym miesiącem jest luty (20 milimetrów opadów), a najbardziej suchym jest kwiecień (1 milimetr opadów).